# Azucena Martín-Dorado Calvo
Azucena Martín-Dorado Calvo (Madrid, 12 de diciembre de 1955 - 31 de enero de 2005), conocida artísticamente como Azuzena Dorado fue una cantante de heavy metal española, aunque destacó como cantante del grupo Santa, convirtiéndose en la voz femenina más conocida del heavy metal español de los años 1980.

## Biografía
Nacida en el seno de una familia de artistas del flamenco, desde muy pequeña hacía apariciones ocasionales en las actuaciones de sus padres con gran éxito entre el público que la veía. Desde los seis años destacaba por su potente voz que fue haciéndose rasgada con la edad.
Durante la adolescencia, y dado que la canción era lo que realmente le gustaba, dejó los estudios para dedicarse enteramente a ella. Empezó con el Rhythm & Blues como principal estilo pero con el tiempo fue evolucionando hacia el rock and roll, acabando siendo la principal exponente femenino del heavy metal de los años 80.
Utilizó como nombre artístico su nombre de pila cambiando la "c" por la "z", dejándolo en Azuzena. En el mundo del rock se la conoció por Azuzena Dorado a pesar de su disgusto por ese apellido. En esa etapa de esplendor del heavy español llegó al estrellato con la banda Santa, grupo que acabó siendo un histórico del metal de ese país. El grupo se formó en 1983 y, al año siguiente, su primer disco 'Reencarnación' vendió más de 17.000 copias lo que los puso en la palestra del ámbito metalero español. El éxito de la banda fue arrollador en el país ibérico y alcanzó a tener buena repercusión en Hispanoamérica. Sin embargo, en 1986 comenzó a haber fricciones entre los demás miembros de la banda, especialmente con Jerónimo Ramiro, el guitarrista, quien quería ser el líder a toda costa, con un comportamiento que los demás integrantes tildaron de prepotente y dictatorial. Ramiro pretendía darle a la banda un sonido más comercial, cosa que se hizo evidente en el segundo álbum, 'No hay piedad para los condenados'. Pese a que con este nuevo trabajo la popularidad de la banda disminuyó por no tocar el heavy metal clásico que hacían en un inicio, para el tercer álbum Ramiro insistió en comercializar aún más el sonido de la banda. Quiso enfocarse en el AOR. Esto llevó a Azuzena a tomar la decisión de retirarse y lanzarse como solista, siendo apoyada por varios grupos de acompañamiento españoles como  Polvo Magico, Esfinge o Cráneo y de músicos de Labanda y Raza.
Los problemas económicos y las presiones de la compañía discográfica la llevaron a intentar suavizar su estilo para hacerlo más comercial, para lo que hizo uso de composiciones de Manolo Tena, Juan Pardo y otros, lo que significó un giro de estilo que no prosperó y le generó la incomprensión del público Heavy que ella adoraba.
Sin embargo, en 1989 edita con sus propios recursos y de manera independiente "Liberación", disco en el que regresa al rock duro, pero el cual no logró mucha acogida entre público, sobre todo porque la distribución tuvo que hacerse prácticamente a través de ella misma, por no contar con el respaldo de una disquera.
Agotados sus recursos económicos y anímicos se retiró de la música y pasó a dedicarse a la hostelería, montando un bar en la extinta playa del Cocó de Alicante, donde se retiró de la vida pública.
Poco se supo de Azuzena los siguientes años. Se volvió a saber de ella de que regreso de su retiro y encontrándose con sus antiguos compañeros del grupo, cantando en algunos conciertos y el 31 de enero de 2005 cuando fue hallada muerta en su domicilio de Madrid por un edema pulmonar agudo. Hoy en día algunos de sus seguidores todavía la recuerdan y le rinden culto.
Azucena fue de las primeras mujeres capaces de subirse a un escenario heavy metal en la España de los años 80.

## Discografía

### Con Santa[1]
- Reencarnación (Chapa Discos, 1984).
- No Hay Piedad para los Condenados (Chapa discos, 1985).

### En solitario[2]
- La estrella del rock (Luna, 1988).
- Liberación (Luna, 1989).

Colaboraciones con otros grupos y músicos
- Alto Standing (12" del grupo de música electrónica MUZAK. Backing Vocals en "Marsella Puerto") NeonDanza/DRO.1986.
- Diversión A Control Remoto (LP de MUZAK. Backing Vocals en "Marsella Puerto" -Hard Mix-). NeonDanza/DRO. 1987.